# Richard Best (juge)
Pour les articles homonymes, voir Richard Best et Best.
Richard Best (11 décembre 1869 - 23 février 1939) est un avocat irlandais, homme politique et Lord Justice of Appeal.

## Biographie
Best est né à Richhill, dans le comté d'Armagh. Il fait ses études à l'établissement d'enseignement de Dundalk (aujourd'hui Dundalk Grammar School) et au Trinity College de Dublin, où il est Senior Moderator (BA) en mathématiques en 1892, et est admis au barreau par le King's Inns de Dublin en 1895. Il devient conseiller de la reine en 1912 et est élu conseiller en 1918. En 1921, il est élu à la Chambre des communes d'Irlande du Nord en tant que député unioniste d'Armagh et plus tard la même année, il est nommé procureur général d'Irlande du Nord. Il est nommé au Conseil privé d'Irlande dans les honneurs du nouvel an 1922.
En 1925, il est nommé Lord Justice of Appeal de la Cour suprême d'Irlande du Nord, poste qu'il occupe jusqu'à sa mort.
En 1904, il épouse Sarah Constance Bevington à l'église St John, Sevenoaks, Kent. Ils ont un fils, également appelé Richard.